# 月を殺せ
「月を殺せ」（つきをころせ、原題: "Kill the Moon"）は、イギリスのSFドラマ『ドクター・フー』の第8シリーズ第7話。ピーター・ハーネスが脚本、ポール・ウィルムシャーストが監督を担当し、2014年10月4日に BBC One で初放送された。
舞台は2049年。高校教師クララ・オズワルド（演:ジェナ・ルイーズ・コールマン）と女子生徒コートニー・ウッズ（演:エリス・ジョージ）および宇宙飛行士ルドヴィグ（演:ハーマイオニー・ノリス）が、月の下に潜む巨大生物を殺すか否かという切迫した道徳的ジレンマに直面する。月はその生物の卵であり、生物は内部で成長を遂げていた。この生物を解放すれば地球上の人々に何が起こるかは分からないが、一方で生物の命を奪うことが許されるか、という問題に3人は頭を悩ませる。
テレビ評論家のレビューは割れたが、コールマンの演技と、クララと12代目ドクター（演:ピーター・カパルディ）のクライマックスの場面は広く称賛を受けた。本作を称賛し第8シリーズで最高のエピソードだとする批評家がいた一方、科学的な杜撰さと主題内容を批判する批評家もいた。

## 連続性
ドクターはシャトルの中でヨーヨーを使って月の重力を試している。「宇宙の箱舟」（1975年）では同じ方法で4代目ドクターが宇宙ステーションナーヴァの重力を試した。エグゼクティブ・プロデューサーのブライアン・ミンチンによると、カパルディはトム・ベイカーがかつて使ったヨーヨーと似たものをリクエストしていた。また、ドクターがクララに告げた台詞 "Earth isn't my home." は4代目ドクターが「火星のピラミッド」（1975年）で述べた台詞 "The Earth isn't my home, Sarah.  I'm a Time Lord.  I walk in eternity." に対応している。
「ポンペイ最後の日」（2008年）で10代目ドクターはタイムロードには歴史の固定ポイントと改変可能ポイントが見えると述べており、12代目ドクターも今作で同様の発言をしている。ただし、彼でも結果の見ることのできないグレーゾーンと呼ばれるポイントがあることも述べられている
ドクターはコートニーが "this bloke called Blinovitch" に遭遇するだろうと述べている。これは3代目ドクターの Day of the Daleks（1972年）で最初に言及された Blinovitch Limitation Effect (en) のことを指している。

## 製作

### 脚本
本作は元々マット・スミスの演じる11代目ドクター用に執筆された。本作の仮題は "Return to Sarn" であったが、これは視聴者のミスリードが意図されていた。ハーネスに脚本の書き方を説明する際、エグゼクティブ・プロデューサーのスティーヴン・モファットは「前半で徹底的にヒンチクリフをやる」ように伝えた。これは1974年から1977年まで『ドクター・フー』の製作に携わっていたフィリップ・ヒンチクリフに対する言及であり、要するに怖ろしい脚本にすることを求めていた。モファットは脚本について「狂気的で感情的だ」と述べた。ハーネスは本作が番組の大きな転換点になるだろうと述べ、「人々がどのように受け取るかまだ分からない。私は今虚無の中に居て、人々がそれを見るのを待っている。そして何もわからない。どう落ち着くのか私には分かりはしないのだ」と続けた。

### 撮影
本作の撮影はランサローテ島のTimanfaya国立公園の Volcán del Cuervo (Raven's Volcano)周辺で行われた。その場所ではかつて5代目ドクターの Planet of Fire（1984年）の撮影が行われていた。当該ロケ地での「月を殺せ」の撮影は5月12日と13日に行われ、当日は関係者以外の立ち入りが禁じられた。地元メディアは巨大なテントとトレーラーとトイレとバンが置かれていたことを報じた。5月21日にはポート・タルボットの Aberavon Beach で撮影が行われた。

## 放送と反応
放送当夜の視聴者数は481万人、タイムシフト視聴者を合算すると691万人に達した。Audience Appreciation Index は82を記録した。
BBCアメリカでは本放送を94万人が視聴した。

### 批評家の反応
| 専門評論家によるレビュー | 専門評論家によるレビュー |
| レビュー・スコア         | レビュー・スコア         |
| 出典                     | 評価                     |
| ------------------------ | ------------------------ |
| The A.V. Club            | A                        |
| SFX                      | [ 22 ]                   |
| TV Fanatic               | [ 23 ]                   |
| CultBox                  | [ 24 ]                   |
| IndieWire                | B+                       |
| IGN                      | 9.3                      |
| ニューヨーク・マガジン   | [ 27 ]                   |
| ラジオ・タイムズ         | [ 28 ]                   |
| デジタル・スパイ         | [ 29 ]                   |
| デイリー・テレグラフ     | [ 30 ]                   |

「月を殺せ」は評価が割れた。The A.V. Clubのアラスデア・ウィルキンスは本作が即席の名作であると述べ、Den of Geek のサイモン・ブリューが『ドクター・フー』でまさに最高のエピソードの1つだと評価した一方、フォーブス誌のユアン・スペンスはキャラクターが弱いと批判し、エピソードのテーマについても酷評した。しかし、批評家たちは全会一致でジェナ・コールマンの演技と終盤のターディスでのシーンを称賛した。
デイリー・テレグラフのベン・ローレンスは、「『月を殺せ』は、最近数週間にはなかった、複数の世代に手を伸ばす『ドクター・フー』の素晴らしい例である」と指摘し、コールマンの演技を絶賛し、カパルディは彼のキャラクターにさらなる深みを与えたと評価した。ローレンスはゲストキャラクターが未発達であったと主張したが、「最近のエピソードを損なっていた巧妙さがなく、シンプルに物語を伝える時に『ドクター・フー』がどれだけ良いものになるかを証明してくれた」とコメントした。ガーディアン紙のダン・マーティンは「クララの暴走は私がこのシリーズで最も愛してきたものの次の段階だった。これまで以上に彼らは時間を旅する宇宙刑事と共に逃げてエイリアンと戦う現実を演じている。さらに推測するに、この生活はワインと薔薇の日々ではない」と主張した。マーティンはコールマンについて「今年のジェナがどれほど優れているかについて注目する必要はない。彼女は既に歴代の偉大なコンパニオンの神殿の中にその地位を確立している」と評価した。
インデペンデント紙のニーラ・デブナスはコールマンの演技を称賛し、「ドクターに責任を負わせたときの彼女の怒りに再び感銘を受けた。これはタイムロードが自身を抑え続けるために必要な、成長した助手だ」と述べ、「『月を殺せ』は閉鎖的な宇宙の冒険で、このようなエピソードに必要な閉所恐怖症が備わっている。シリーズで最も強力なエピソードにはならないだろうが、交通事故にもならなかった」と述べてレビューを締め括った。ラジオ・タイムズのパトリック・マルケーンは本作を絶賛し、5点満点の評価を付けた。彼はコールマンの演技を称賛して「クララの深刻なジレンマを、そして後にドクターの行動に対する彼女の涙に満ちた怒りを、コールマンは完璧に伝えている」と称賛し、エピソードの脚本については「大胆かつ高度に想像的で、ポール・ウィルムシャーストの最高に不気味な映画的演出にマッチしている」と表現した。彼は「哀愁漂う台詞、鋭い演出、緊迫した音楽、そしてピーター・カパルディの迫力あるパフォーマンスは、このシーズンの決定的な瞬間の一つになっている」と指摘してレビューを終えた。

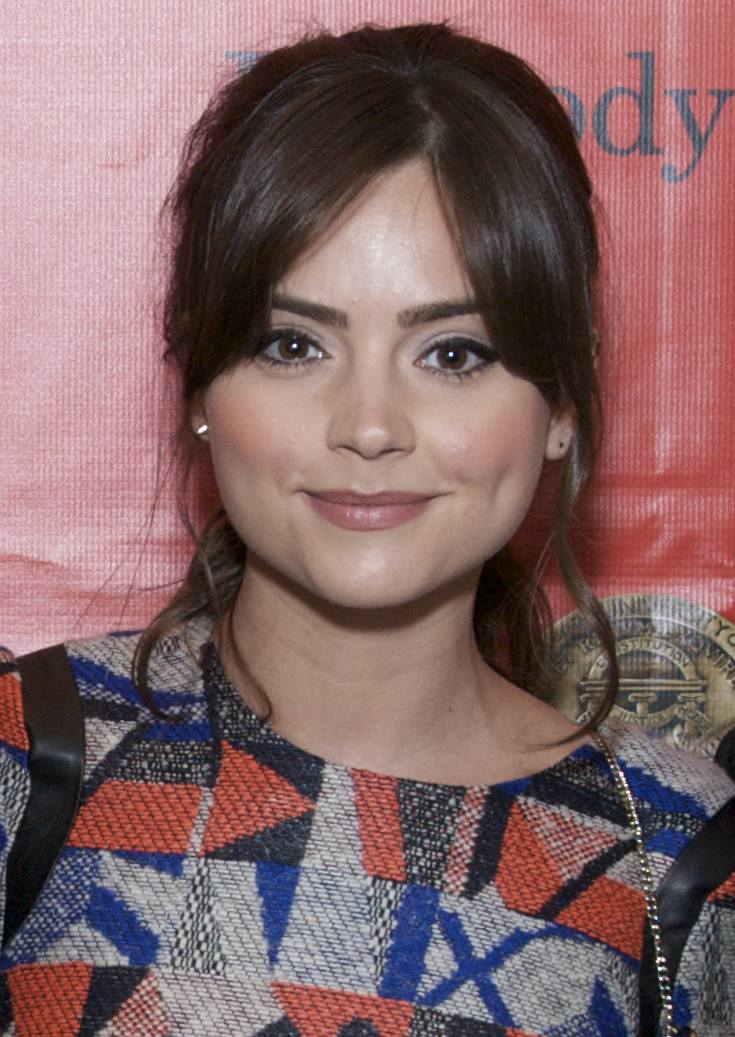
エピソード全体は賛否両論であったが、ジェナ・ルイーズ・コールマンの演技は広く称賛された。

サイモン・ブリューは『ドクター・フー』が「月を殺せ」で最高潮に達し、コールマンの演技も過去最高であったと称えた。また、彼はハーネスの脚本が印象に残る物だったと称賛し、ウィルムシャーストについて「テンポを下げて小さな物事を取りざたすことが視聴者に吹きちな印象を与える鍵であることを熟知している」という旨のコメントを残した。彼は「月を殺せ」が終わり次第すぐに再視聴したと述べ、SFストーリーとジレンマおよび真の結末を高く評価してレビューを終えた。ウィルキンスも本作に対して非常に肯定的であり、キャラクターの深掘りを除く全ての面を称賛してA評価を与えた。彼は第8シリーズで『ドクター・フー』に驚いたのは「月を殺せ」が二度目であると述べ、それがモファットの即席の名作であるとされる所以であると語り、これまでのコンパニオンでは見られなかった怒りをクララがドクターに向けたことでモファットの在任期間全体が定義づけられるのかもしれないと主張した。「『月を殺せ』は本当に特別な形に今シーズンを変えるかもしれない」と述べて彼はレビューを締め括った。
IGNのマット・リズレイは本作がカパルディ主演エピソードでは最高の作品であると評し、10点満点で9.3点を付けた。彼は本作のほぼ全ての側面を称賛し、「ドラマチックで示唆に富み、豪華に撮影され、辛口で陽気で、一貫して説得力がある。『月を殺せ』はこれまでのところ今シーズンで最高のエピソードであり、11月の終わりには我々は金を出すことになるだろう」と述べた。また、彼はコールマンの演技について「爆発的で口が裂けそうになるほど説得力がある」と称賛し、エピソード全体を「最高の良くできたSF」と纏めた。
対照的に、中絶の議論に言及したプロット要素や、脚本の中でこの問題をどのように扱っているかを批判するレビュアーもいた。インデペンデントのエレン・E・ジョーンズは「おそらくこれまでで最も弱い」と酷評し、「灰色の月面はプロチョイスの議論の銀河的メタファーのための退屈な背景だった」と述べた。セリ・スペンスは脚本について「陰気で重苦しい。クララの決断の結果の欠如は、エピソードに空洞のリングを残した」と評価した。彼はカパルディとコールマンの演技に賛辞の言葉を送ったが、「『月を殺せ』は良いドラマではなかった。偽の論争を配信し、視聴者が自宅で始めようとしていた議論を尊重していなかった」と結論付けた。
ジ・エスケイピスト誌のエリザベス・ハーパーは本作に星1つ半を与え、「滅茶苦茶な疑似科学だった」と批判した。彼女は「このエピソードは意味不明なシーンの連続だが、同じチャンネルで1時間のうちに起きているためだけに曖昧に纏まっている」と酷評した。なお、彼女は最後のシーンのみ称賛した。
特に月に関する科学的な正確性を欠いていることを批判する声は他にもあった。Slateのフィル・プライトは「科学的ミスがあまりにもエグく目立ちすぎて話を引っ張り続けていた。多くの間違いは簡単なグーグル検索で修正可能だった」と指摘した。Doctor Who TV でのレビューでクリント・ハッセルも同様の反応を示した。彼は俳優の演技と物語の「人間の状態の一面を考察する」能力を称賛した一方、エピソードについては「酷いものだ。あまり科学的でないフィクションという新しいジャンルを確立しそうなほどに不正確なバージョンの科学を提示した」と述べた。彼は「明らかに作り話のような、科学的に弱い事実や専門用語」が番組の面白さの1つであると考えながらも、「作家が合理的に考えたり、科学者に相談したりすることができなかったために、ドクターがあからさまに間違った科学的な"事実"を述べてしまうと、ドクターがバカに見えてしまい……番組の信憑性の一部を台無しにしてしまう」と批判した。